# San Manuel (Buenos Aires)
San Manuel es una localidad del sur de la provincia de Buenos Aires en Argentina. Es la segunda localidad en importancia del partido de Lobería, de la cual dista 59 km a la ciudad de Lobería, y a 79 km de la ciudad de Tandil. 

## Historia
Debe su nombre a la pulpería de Manuel Villar que existió a 7 km del lugar, entre 1870 y 1911. Frente al lugar designado para la estación ferroviaria abrió sus puertas el Almacén San Manuel. 
La estación se inauguró el 25 de marzo de 1929. Allí comenzó a funcionar la Delegación Municipal y El Club Atlético y Social San Manuel; y en 1931 la Escuela N.º 15. 
Por decreto del 21 de diciembre de 1943, el gobernador Matías Makinlay, aprobó que se llamase San Manuel. 
En 1960 comenzaron a funcionar la parroquia de Nuestra Señora de Fátima y la Cooperativa Eléctrica y de Servicios Anexos San Manuel Ltda., que están entre las instituciones principales. 
En San Manuel se encuentra funcionando el jardín de infantes N.º 902, la escuela primaria N.º 15, el instituto Nuestra Señora de Fátima, la escuela secundaria N.º 3, el Centro de Educación de Adultos, el Centro de Educación Física N.º 139, el Correo, el Registro Provincial de las Personas, el Club Atlético San Manuel, la Policía, La Casa de La Mujer y de Familia y Biblioteca Popular, la peña Pampa y Cielo, el Taller Protegido y el centro de salud entre otras.

## Población
Cuenta con 1126 habitantes (Indec, 2010), lo que representa un leve incremento del 0,5% frente a los 1120 habitantes (Indec, 2001) del censo anterior. 
| Gráfica de evolución demográfica de San Manuel entre 1991 y 2010 |
|                                                                  |
| Fuente: Censos nacionales del INDEC                              |

## Atractivos
El cerro San Luis, a 5 km de la ciudad. Todos los años se festeja en el lugar la Fiesta Patronal de Nuestra Señora de Fátima. Calvario en el cerro El toro.
En el mismo se encuentra la conocida "cueva de los Barrientos", denominada así por ser la guarida de 3 hermanos delincuentes que hacían sus travesuras por la zona. La misma cuenta con un sistema de túneles interconectados dentro de la sierra, lo cual hacia difícil su captura por parte de las fuerzas de seguridad vigentes. En la actualidad, se comenta que no se ha descubierto la totalidad de los mismos.

## Parroquias de la Iglesia católica en San Manuel
| Diócesis  | Mar del Plata                |
| --------- | ---------------------------- |
| Parroquia | Nuestra Señora de Fátima     |
| Párroco   | Pbro. Santiago Julio Arriola |